# Oleg Samsonytchev
Oleg Guenadievitch Samsonytchev (en russe : Олег Генадьевич Самсонычев) est un joueur russe de volley-ball né le 22 mars 1982 à Moscou (alors en URSS). Il mesure 1,98 m et joue passeur. Il totalise 42 sélections en équipe de Russie.

## Clubs
| Club                     | De        | À         |
| ------------------------ | --------- | --------- |
| Lokomotiv Belgorod       | 1998-1999 | 2002-2003 |
| Gazprom-Iourga Sourgout  | 2003-2004 | 2005-2006 |
| Iskra Odintsovo          | 2006-2007 | 2008-2009 |
| Oural Oufa               | 2009-2010 | 2010-2011 |
| Goubernia Nijni Novgorod | 2011-2012 | 2011-2012 |
| Fakel Novy Ourengoï      | 2012-2013 | ...       |

## Palmarès
- Ligue des champions (1)
  - Vainqueur : 2003
- Coupe de la CEV
  - Finaliste : 2002
- Championnat de Russie (3)
  - Vainqueur : 2000, 2002, 2003
  - Finaliste : 1999, 2008, 2009
- Coupe de Russie (1)
  - Vainqueur : 2003
  - Finaliste : 2008